# Malarski (zbójnik)
Malarski – postać legendarna, zbójnik działający w latach pod koniec XIX wieku na terenie Wyżyny Krakowsko-Częstochowskiej oraz Kielecczyzny (m.in. Mnichowa oraz Włoszczowy).
Malarski uważany był za miejscowego Janosika, który zabierał bogatym, a dawał biednym. Był wysokim brunetem, rozkochującym w sobie kobiety, u których się ukrywał. Miał rozbudowaną siatkę zaufanych informatorów, z którymi porozumiewał się za pomocą informacji, pozostawianych w przydrożnych kapliczkach. Jego główną siedzibą miała być skała Okiennik Wielki koło Skarżyc i znajdująca się w niej jaskinia. Dzięki umiejętności przebierania się pozostawał nieuchwytny, w końcu pokonany został podstępem - jeden ze ścigających go żandarmów miał przebrać się za żebraka, w ten sposób dotarł do zbójnika i zastrzelił go. Po tym wydarzeniu na drodze, wiodącej do Kroczyc miała pojawiać się jego zjawa, a w jaskini pozostały ukryte skarby.